# Collège des Irlandais

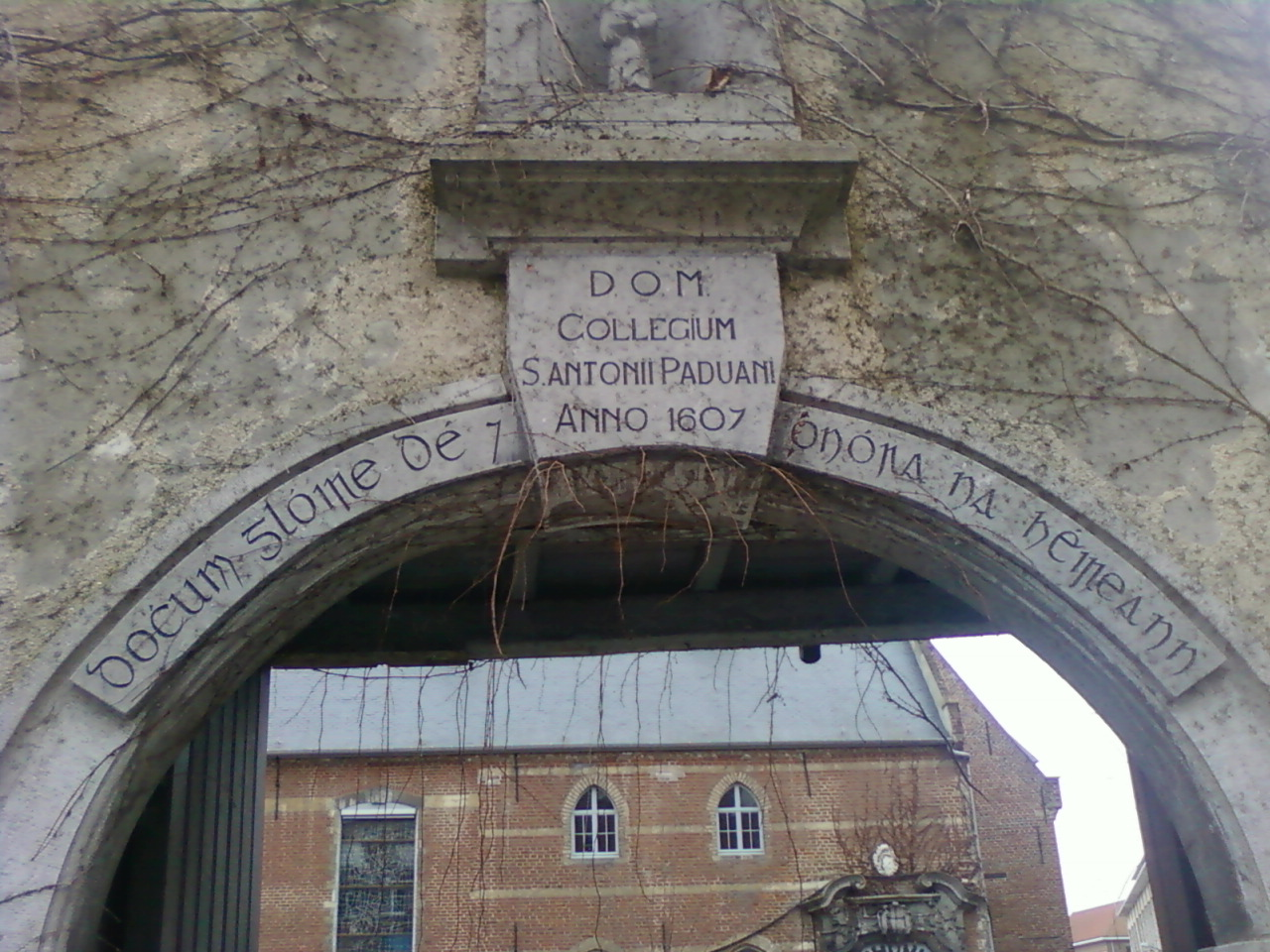
Dochum Glóire Dé agus Ónóra na hÉireann (Pour la gloire de Dieu et l'honneur de l'Irlande): inscription à l'entrée du collège irlandais de Louvain en Belgique.

Du XVIe au XVIIIe siècle des collèges regroupant les étudiants en une nation universitaire irlandaise furent établis dans 34 villes de l'Europe continentale.
Ces collèges ont été créés pour éduquer les jeunes catholiques d'Irlande dans leur propre religion après la prise du pays par les protestant anglais lors de la reconquête de l'Irlande par les Tudor. À la fin du XVIIe siècle, lors de l'envol des Oies sauvages, de nombreux catholiques irlandais ont également quitté le pays pour poursuivre une carrière militaire. Les premiers collèges irlandais ont été fondés à Salamanca et Madrid, en Espagne dans les années 1580 sous la direction du prêtre jésuite James Archer (en).
Les collèges assurent à la fois l’hébergement et une assistance spirituelle, mais également des fonctions d’enseignement, en complément de celui de l’université.

## Liste des collèges irlandais

### Espagne
- Salamanca, Real Colegio de San Patricio de Nobles Irlandeses hébergé au Collège majeur de Santiago el Zebedo
- Alcalá
- Madrid
- Santiago de Compostela
- Sevilla
- Valencia

### France
- Douai (alors Pays Bas espagnols)
- Paris
- Bordeaux
- Toulouse
- Nantes
- Lille (alors Pays Bas espagnols)
- Poitiers[1]
- Sedan
- Boulay
- Charleville
- Rouen [2]
- La Rochelle

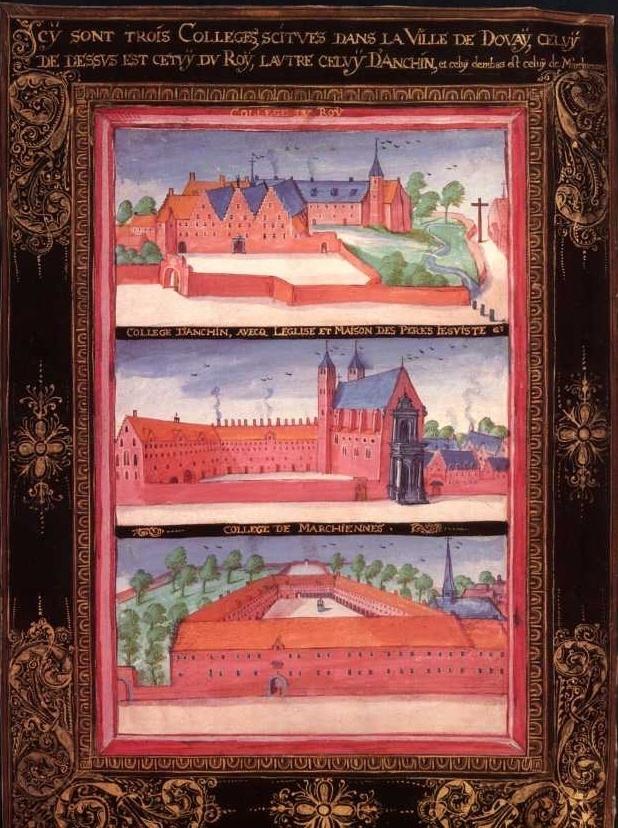
Collèges des Irlandais de l'université de Douai, Album de Croÿ (v. 1600.

Un arrêté du Consulat daté du 24 vendémiaire an XI (16 octobre 1802) unifie les collèges irlandais de Toulouse, Bordeaux, Nantes, Douai, Lille, Anvers, Louvain et Paris et les fusionne en un seul établissement avec les collèges écossais de Paris et Douai.

### Italie
- Capranica
- Rome : Sant’Isidoro a Capo le Case, Collège augustinien irlandais de San Mateo, Collège des dominicains irlandais de Saint-Clément du Latran, Collège pontifical irlandais

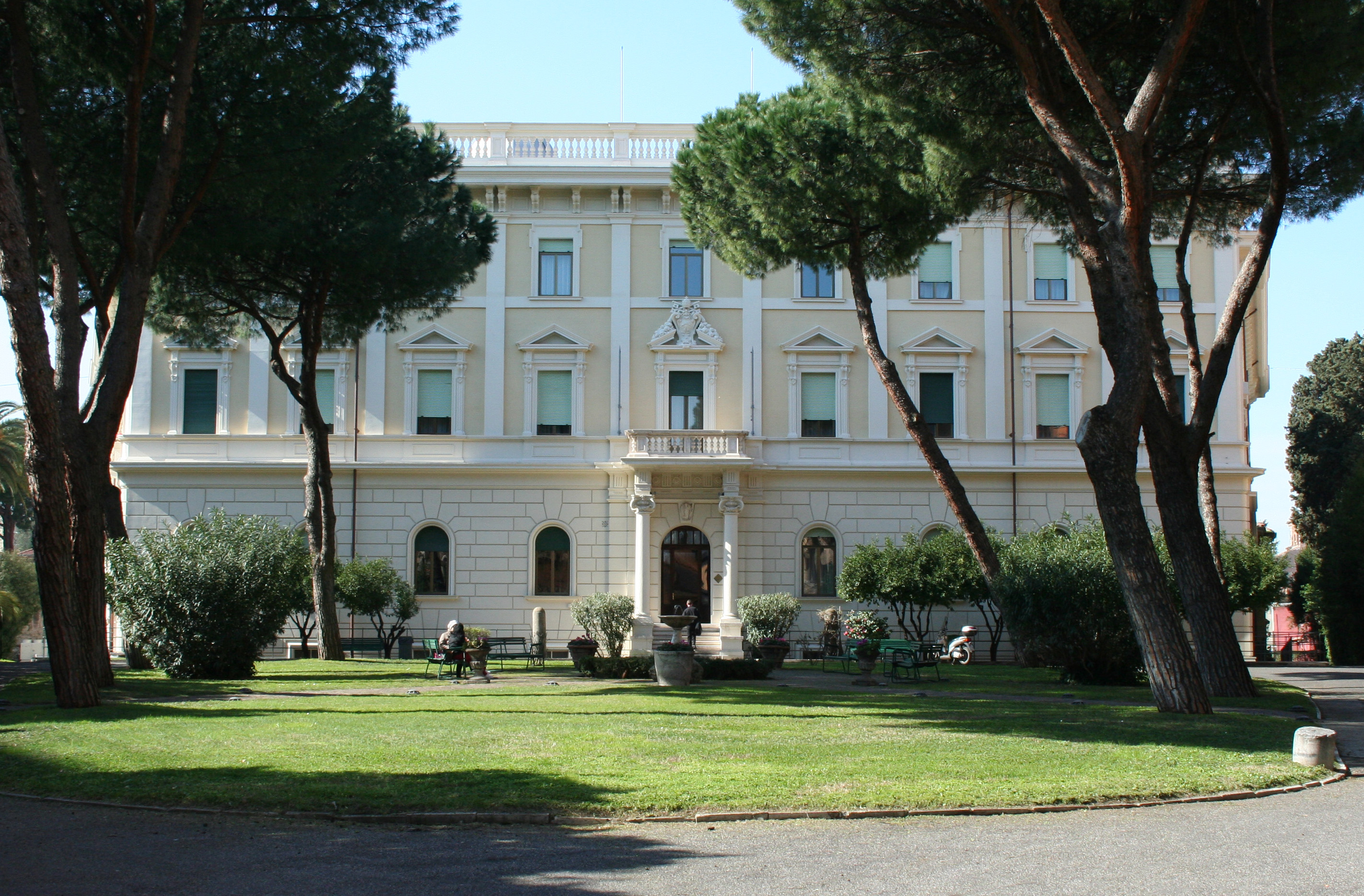
Le collège des Irlandais à Rome (Italie).
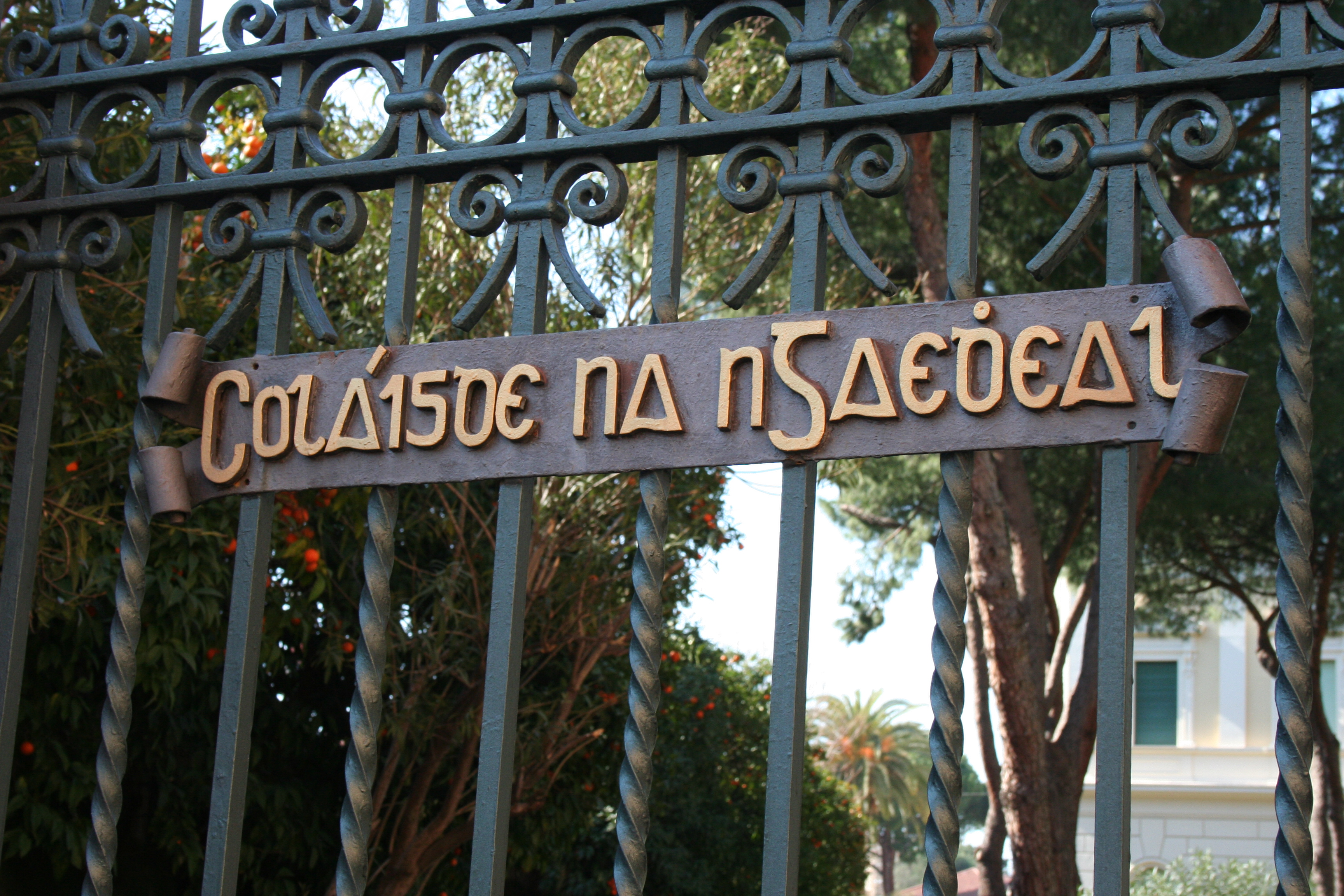
Coláisde na nGaedheal : Inscription en gaélique signifiant "Collège des Irlandais" sur le portail du Collège pontifical irlandais de Rome en Italie.

### Belgique (Pays Bas espagnols et autrichiens)
- Louvain : Collège franciscain Saint-Antoine-de-Padoue désormais Leuven Institute for Ireland in Europe, Collège diocésain de Clogher, Collège dominicain de la Sainte-Croix
- Anvers
- Tournai

### Ailleurs en Europe
- Portugal, Lisbonne : Collège Saint-Patrick et Collège Corpo Santo
- Allemagne, Aix-la-Chapelle : Collège carmélite des Irlandais
- Tchéquie, Prague : Collège franciscain de l'Immaculée conception
- Pologne, Wielun : Collège franciscain des Irlandais